# Wapen van Hempens

Wapen van Hempens

Het wapen van Hempens is het dorpswapen van het Nederlandse dorp Hempens, in de Friese gemeente Leeuwarden. Het wapen werd in 1994 geregistreerd.

## Beschrijving
De blazoenering van het wapen luidt als volgt:
In goud een gewelfde brug van keel, uitkomend uit een golvende schildvoet, golvend gedwarsbalkt van azuur en zilver van vier stukken, op en boven de brug twee afgewende ossenhoorns van het een in het ander.
De heraldische kleuren zijn: goud (goud), keel (rood), azuur (blauw) en zilver (zilver).

## Symboliek
- Brug met hoorns: staat voor de "Oksenaersbrug" in Hempens.[3]
- Golvende schildvoet: verwijst naar het Hempensermeer waar in 1535 wederdopers omwille van hun geloof verdronken werden.[3]

## Zie ook

Vlag van Hempens